# Loboberea pygidialis
Loboberea pygidialis là một loài bọ cánh cứng trong họ Cerambycidae.